# Аквізгран (Свентокшиське воєводство)
Аквізгран (пол. Akwizgran) — село в Польщі, у гміні Стравчин Келецького повіту Свентокшиського воєводства.
У 1975-1998 роках село належало до Келецького воєводства.